# Томське (Томський район)
То́мське (рос. Томское) — село у складі Томського району Томської області, Росія. Входить до складу Ітатського сільського поселення.

## Населення
Населення — 836 осіб (2010; 701 у 2002).
Національний склад (станом на 2002 рік):
- росіяни — 91 %